# Jevgenij Igorjevič Kissin
Jevgenij Igorjevič Kissin (rusky Евге́ний И́горевич Ки́син; * 10. října 1971 Moskva) je původem ruský klavírista. Pro hloubku, lyričnost a poetickou kvalitu jeho interpretací je běžně považován za velkého pokračovatele ruské klavírní školy.

## Život
Narodil se v ruské židovské rodině. Už jako zázračné dítě získal mezinárodní ohlas. Od roku 2002 je britským občanem.
Kromě ruského občanství má také občanství Izraele. Při převzetí izraelského pasu v prosinci 2013 řekl: „Celý dospělý život jsem myslel na Izrael a uvědomil jsem si, že se nemohu těšit z úspěchu tváří v tvář rostoucí nenávisti vůči Izraeli v celém západním světě. Teď se cítím klidnější, všechno je teď přirozenější.“ Ceremoniálu byli přítomni předseda Židovské agentury Natan Šaransky a ministryně Sofa Landver.
Píše poezii a plynně hovoří jidiš.
Od roku 2017 žije v Praze, kde uzavřel manželství s krajankou žijící v Česku od roku 2002.
Je patronem Divadla MA. Od roku 2022 vystupuje jako herec spolu s Thomasem Hampsonem ve hře Address Unknown Kressmann Taylorové v režii Marianny Arzumanové.

### Postoj k rusko-ukrajinské válce
Patří k hlasitým kritikům ruské vojenské invaze na Ukrajinu. Napsal skladbu kritizující tuto agresi, kterou v prosinci 2022 uvedl v Sukově síni pražského Rudolfina s koncertními mistry České filharmonie, houslistou Janem Fišerem a violoncellistou Václavem Petrem.

## Hudební dráha
Kissin je řazen k nejrespektovanějším pianistům světa díky vysoké úrovni interpretace. Je známý jako interpret skladeb Ludwiga van Beethovena, skladatelů romantismu, například Frédérica Chopina nebo Ference Liszta a v neposlední řadě ruského skladatele Sergeje Rachmaninova. Koncertuje na všech kontinentech a jeho nahrávky získaly několik hudebních ocenění, včetně třech cen Grammy a Hudební ceny Herberta von Karajana. V současnosti nahrává pro hudební vydavatelství Deutsche Grammophon.